# En enda natt
En enda natt är en svensk dramafilm från 1939 i regi av Gustaf Molander. 

## Handling
Överste Brede får se en man, Valdemar som jobbar på tivoli och kommer underfund med att han kanske kan vara en hittills okänd son till honom. Valdemar intresserar sig för Bredes myndling Eva Beckman, men hon har svårt att ta till sig hans känslor.

## Om filmen
Premiärvisning i Uppsala 20 februari 1939. En enda natt har också visats i SVT. Filmen byggde på en dansk roman.

## Rollista i urval
- Ingrid Bergman - Eva Beckman, studerande
- Edvin Adolphson - Valdemar Moreaux, karusellskötaren
- Aino Taube - Helga Mårtenson, tivoliägarinna och änka
- Olof Sandborg - överste Magnus von Brede
- Erik Berglund - Hagberg, von Bredes hovmästare
- Marianne Löfgren - Rosa, föreståndarinnan för tivolits skjutstånd
- Magnus Kesster - Olsson, "kraftkarl" på tivolit
- Wiktor "Kulörten" Andersson - Bodin, stallskötaren (ej krediterad)

## DVD
Filmen finns utgiven på DVD.